# Schweizer Schriftstellerärzte und -ärztinnen
Schweizer Schriftstellerärzte und -ärztinnen (VSSA), ebenso lautend Association Suisse des Ecrivains Médecins oder Medici Scrittori Svizzeri  oder Medis Scriptus Swizzers, ist ein Verband von Schriftstellerärzten in der Schweiz. Er wurde 1958 von René Edgar Kaech gegründet und ist Mitglied in  der Weltunion der Schriftstellerärzte. Die öffentliche Bibliothek des Verbandes befindet sich in Meggen LU.